# 55 Persei
55 Persei, som är stjärnans Flamsteed-beteckning, är en ensam stjärna belägen i den södra delen av stjärnbilden, Perseus. Den har en skenbar magnitud på ca 5,73 och är svagt synlig för blotta ögat där ljusföroreningar ej förekommer. Baserat på parallaxmätning inom Hipparcosuppdraget på ca 8,5 mas, beräknas den befinna sig på ett avstånd på ca 380 ljusår (ca 118 parsek) från solen. Den rör sig bort från solen med en heliocentrisk radialhastighet av ca 8,5 km/s. På det beräknade avståndet minskar stjärnans skenbara magnitud med 0,39 enheter genom en skymningsfaktor orsakad av interstellärt stoft.

## Egenskaper
55 Persei är en blå till vit stjärna i huvudserien av spektralklass B8 V, en massiv stjärna som genererar energi genom termonukleär fusion av väte i dess kärna. Den har en massa som är ca 3,5 solmassor, en radie som är ca 3 solradier och utsänder ca 197 gånger mera energi än solen från dess fotosfär vid en effektiv temperatur på ca 12 200 K.